# ZAMAK
ZAMAK (v praksi tudi Zamak) je trgovsko ime za skupino cinkovih zlitin, ki so posebno uporabne za vlivanje v kovinske kalup. Ime je okrajšava za glavne sestavine zlitine, po nemškem poimenovanju: Z - cink (Zink), A - aluminij (Aluminium), MA - magnezij (Magnesium) in K - baker (Kupfer). Zlitine te vrste je prva pričela izdelovati firma New Jersey Zinc Company leta 1929. 
Poleg lastnosti, ki olajšujejo litje (nizko tališče), je posebnost zlitine v tem, da vsebuje zelo malo železa, ki povzroča notranjo korozijo in »cvetenje« manj kakovostnih cinkovih litin. Pri izdelavi litin ZAMAK uporabljajo zelo čist cink. Postopek za komercialno izdelavo zelo čistega cinka je razvila navedena firma.
Najpogostejša je uporaba različnih zlitin iz skupne ZAMAK za izdelavo kovinskih delov igrač, uporablja se pa tudi za izdelavo drugih manj obremenjenih delov.